# Alone in the Dark (computerspelserie)
Alone in the Dark is een serie van survival horror-computergames van Infogrames. In het merendeel van de serie wordt gespeeld als een privédetective genaamd Edward Carnby, die op onderzoek gaat in een spookhuis of een dorp dat vergeven is van de ondode wezens. Het verhaal is origineel gebaseerd op de boeken van H. P. Lovecraft en bij de latere delen van de serie is ook inspiratie gehaald uit andere bronnen zoals voodoo, het Wilde Westen en de werken van H.R. Giger.
De reeks is in 2005 verfilmd onder dezelfde titel.

## Lijst van spellen
In de Alone In The Dark spelserie zijn reeds de volgende delen verschenen:
| Titel                                | Jaar | Ontwikkelaar          |
| ------------------------------------ | ---- | --------------------- |
| Alone in the Dark                    | 1992 | Infogrames            |
| Alone in the Dark 2                  | 1994 | Infogrames            |
| Alone in the Dark 3                  | 1995 | Infogrames            |
| Alone in the Dark: The New Nightmare | 2001 | Infogrames/Darkworks  |
| Alone in the Dark                    | 2008 | Atari Inc./Eden Games |